# Medal Uznania Wojskowego
Medal Uznania Wojskowego (niem.: Militär-Anerkennungsmedaille) – austriackie odznaczenie wojskowe nadawane od 2006.

## Historia
Jednostopniowe odznaczenie Medal Uznania Wojskowego zostało ustanowione ustawą o zmianie prawa wojskowego (Wehrrechtsänderungsgesetz 2006 - WRÄG 2006) z 24 lipca 2006, zmieniającą m.in. obowiązującą ustawę o odznaczeniach wojskowych z 2002 (Militärauszeichnungsgesetz 2002 – MAG 2002). Medal może zostać nadany osobom, które wykonywały specjalne usługi, wojskowe lub cywilne, dla obrony narodowej. Wzór odznaczenia i sposób noszenia zostały ustanowione rozporządzeniem ministra obrony opublikowanym 6 września 2006. Opis odznaczenia znajduje się za załączniku 2 do tego rozporządzenia.
Medal można nadawać wielokrotnie.

## Insygnia
Oznaką odznaczenia jest brązowy medal o średnicy 40 mm. Na awersie znajduje się napis „SIGNUM LAUDIS” (łac. „Znak Zasługi”), otoczony otwartym wieńcem laurowym. Na rewersie znajduje się znak Austrii w formie używanej na pojazdach i samolotach wojskowych (trójkąt wpisany w okrąg) otoczony napisem „BUNDESMINISTERIUM FÜR LANDESVERTEIDIGUNG” („Federalne Ministerstwo Obrony Narodowej”). Medal jest zawieszony na wstążce o szerokości 45 mm złożonej w trójkąt. Jest ona biała z 1 mm pąsowymi (ponceau) paskami przy krawędziach, dodatkowym pąsowym paskiem o szerokości 19 mm pośrodku i dwoma pąsowymi paskami o szerokości 6 mm w odległości 5 mm od krawędzi.
Pod względem starszeństwa, odznaczenie to zajmuje pierwsze miejsce wśród odznaczeń wojskowych nadawanych przez ministra obrony narodowej i nosi się je jako pierwsze po odznaczeniach państwowych (federalnych), czyli po Austriackim Medalu Olimpijskim, a przed Medalem Rannych.